# Daniel Goethals
Pour les articles homonymes, voir Goethals.
Daniel Goethals, né le 21 octobre 1969, à Gosselies, en Belgique, est un joueur et entraîneur belge de basket-ball. Il évolue durant sa carrière au poste de pivot.

## Biographie
Il s'engage en février 2021 avec l'équipe des Sharks d'Antibes (Pro B) en signant un contrat de deux ans et demi. En mai 2022, Goethals prolonge avec les Sharks jusqu'en 2025. En décembre 2023, Daniel Goethals est limogé de son poste d'entraîneur des Sharks d'Antibes et remplacé par JD Jackson.